# Пјолтело
Пјолтело (итал. Pioltello) је насеље у Италији у округу Милано, региону Ломбардија.
Према процени из 2011. у насељу је живело 34203 становника. Насеље се налази на надморској висини од 127 м.

## Становништво
Према резултатима пописа становништва 2011. у општини је живело 35.066 становника.
| 1931. | 1936. | 1951. | 1961.  | 1971.  | 1981.  | 1991.  | 2001.  | 2011.  |
| ----- | ----- | ----- | ------ | ------ | ------ | ------ | ------ | ------ |
| 4.561 | 5.194 | 6.401 | 13.803 | 28.566 | 30.098 | 34.165 | 31.936 | 35.066 |